# Mesoclemmys
Mesoclemmys är ett släkte av sköldpaddor. Mesoclemmys ingår i familjen ormhalssköldpaddor.
Arter enligt Catalogue of Life och The Reptile Database:
- Mesoclemmys dahli
- Mesoclemmys gibba
- Mesoclemmys heliostemma
- Mesoclemmys hogei
- Mesoclemmys nasutus
- Mesoclemmys perplexa
- Mesoclemmys raniceps
- Mesoclemmys tuberculatus
- Mesoclemmys vanderhaegei
- Mesoclemmys zuliae

## Synonymer
Namnet för ett av synonymerna, Batrachemys, är sammansatt av grekiska βάτραχος (batrachos, 'groda') och nylatinska emys (av grekiska εμνς, 'sötvattenlevande sköldpadda').